# Genista maderensis
Genista maderensis là một loài thực vật có hoa trong họ Đậu. Loài này được (Webb & Berthel.) Lowe miêu tả khoa học đầu tiên.